# Lac Malfait (Passes-Dangereuses)
Pour les articles homonymes, voir Malfait et Lac Malfait.
Le lac Malfait est plan d’eau douce se déversant dans le ruisseau Malfait, situé dans le territoire non organisé de Passes-Dangereuses, dans la municipalité régionale de comté (MRC) de Maria-Chapdelaine, dans la région administrative du Saguenay–Lac-Saint-Jean, dans la province de Québec, au Canada.
La vallée du ruisseau Malfait est desservie par le chemin Alliance R0257 (venant du Sud) lequel passe entre le lac Malfait et le lac Connelly. Au Nord-Est du lac Malfait, la route forestière R0257 comporte un embranchement soit la R0255 laquelle se dirige vers le Nord-Ouest pour enjamber la rivière Mistassibi et desservir la zone de la rive Ouest de cette dernière. Quelques routes forestières secondaires desservent le secteur surtout pour les besoins de la foresterie et des activités récréotouristiques.
La surface du lac Malfait est habituellement gelée de la fin novembre au début avril, toutefois la circulation sécuritaire sur la glace se fait généralement de la mi-décembre à la mi-avril.

## Géographie
Les principaux bassins versants voisins du lac Malfait sont :
- côté nord : ruisseau Malfait, rivière Mistassibi, ruisseau Fall, rivière aux Oiseaux ;
- côté est : lac Connelly, lac Doucet, rivière Doucet, Petite rivière Péribonka, rivière Alex ;
- côté sud : lac Bellemare, rivière Mistassibi, rivière Perron,ruisseau Milot, rivière Savard, Petite rivière Péribonka ;
- côté ouest : rivière Mistassibi, rivière aux Rats, lac Daquelle.

Le lac Malfait comporte une superficie de 2,37 km, une longueur de 1,9 km, une largeur maximale de 1,5 km et une altitude de 239 m.
Le lac Malfait constitue le principal plan d’eau de tête du ruisseau Malfait. Il comporte deux grandes parties délimitées par un détroit d’une centaine de mètres en largeur, formé par deux presqu’îles. Entièrement situé en zone forestière, ce lac est alimenté deux décharges (venant du Nord) de lacs. Ce lac est situé sur un plateau, soit une grande zone forestière entre le lac Connelly et le lac Dauquelle.
L’embouchure du lac Malfait est localisée au fond d’une baie de la rive Est du lac, soit à :
- 4,2 km à l’Est d’une petite baie de la rive Ouest du lac Connelly ;
- 6,9 km à l’Est du cours de la rivière Mistassibi ;
- 5,9 km au Sud de l’embouchure ruisseau Malfait (confluence avec la rivière Mistassibi) ;
- 8,8 km au Sud-Ouest de l’embouchure de la rivière Connelly (confluence avec la rivière Mistassibi) ;
- 50,5 km au Nord de l’embouchure de la rivière Mistassibi (confluence avec la rivière Mistassini) ;
- 70,6 km au Nord de l’embouchure de la rivière Mistassini (confluence avec le lac Saint-Jean)[1].

À partir de l’embouchure du lac Malfait, le courant coule d’abord vers l’est, vers le Nord en longeant la route forestière R0257, puis vers le Nord-Ouest, sur 6,2 km en suivant le cours du ruisseau Malfait jusqu’à un coude de la rive Sud de la rivière Mistassibi. De là, le courant descend le cours de la rivière Mistassibi sur 77,4 km vers le Sud, puis le cours de la rivière Mistassini sur 22,7 km vers le Sud-Ouest. À l’embouchure de cette dernière, le courant traverse le lac Saint-Jean sur 42,7 km vers l’Est, puis emprunte le cours de la rivière Saguenay vers l’Est sur 155 km jusqu'à la hauteur de Tadoussac où il conflue avec le fleuve Saint-Laurent.

## Toponymie
Le terme « Malfait » signifie que ce plan d’eau comporte une forme complexe et inhabituelle.
Le toponyme "lac Malfait" a été officialisé le 5 décembre 1968 par la Commission de toponymie du Québec.